# Taktkopf
Der Taktkopf ist ein Begriff aus der Audiotechnik. Soll bei einer analogen Mehrspurproduktion eine weitere Spur (z. B. Instrumentalspur) zu einer bestehenden Aufnahme hinzugefügt werden, orientiert sich der Künstler während der Aufnahme am bereits auf dem Tonband vorhandenen Audiomaterial, das ihm beispielsweise über Kopfhörer zugeführt wird. Dieses Tonsignal, an dem sich der Künstler orientiert, wird auch Taktsignal genannt. Der konstruktiv bedingte Zeitversatz, hervorgerufen durch den Montageabstand zwischen Wiedergabekopf/Hörkopf (HK) und Sprechkopf (SK) in der Bandmaschine, verhindert, dass zu diesem Zwecke der normale Hörkopf verwendet werden kann. Damit taktgenau gearbeitet werden kann, wird hierbei der Sprechkopf zur Wiedergabe verschaltet – und in dieser Funktion Taktkopf genannt.
Der Taktkopf ist also keine weitere Art von Tonkopf (wie etwa Sprech- und Hörkopf, auch als Aufnahme- und Wiedergabekopf bezeichnet); vielmehr wird so der analoge Sprechkopf genannt, wenn er beim Synchronisieren vorübergehend als Hörkopf gebraucht wird. Im Gegensatz zu Kombiköpfen wird hierbei nicht versucht, bei der Auslegung einen Kompromiss zwischen den Anforderungen für Hör- und Sprechköpfe zu finden. Daher ist die Tonqualität deutlich hörbar schlechter, weil der Aufnahmekopf einen engeren Spalt hat und bei der Wiedergabe wegen weniger Drahtwindungen auch einen geringeren Pegel abgibt als ein Wiedergabekopf. Während des Abmischens einer Aufnahme kommt nur noch der normale Wiedergabekopf zum Einsatz, so dass der beschriebene Qualitätsnachteil normalerweise nicht in die Abmischung einfließt.
Im Jahre 1954 ließ Les Paul bei der Firma Ampex auf eigene Kosten einen 8-Spur-Bandrekorder bauen. Seine Idee der Synchronisation von vielen Tonspuren wurde unter dem Namen Sel-Sync (für selective synchronous) bekannt, bei dem ein Sprechkopf eine neue Spur aufnehmen und gleichzeitig zuvor aufgenommene Spuren abspielen kann. Dieses war richtungsweisend für die Zukunft der Mehrspuraufnahmetechnik.

## Beleg
1. ↑  Michael Dickreiter, Volker Dittel, Wolfgang Hoeg, Martin Wöhr (Hrsg.): Handbuch der Tonstudiotechnik. (8. überarbeitete und erweiterte Auflage) 2014, S. 543. Kapitel 8.10.2, zitiert nach Google Books